# R. c. Morgentaler (1993)
L'arrêt R. contre Morgentaler de 1993 est une décision de la Cour suprême du Canada invalidant une tentative locale de réglementer l'avortement au Canada. 
Cet arrêt fait suite à la décision rendue en 1988 dans l'affaire R. c. Morgentaler, qui avait ouvert une brèche dans la loi fédérale sur l'avortement, jugée incompatible avec la section 7 de la Charte canadienne des droits et libertés. En 1993, les dispositions légales provinciales ont été jugées comme relevant du droit pénal, en violation de la Loi constitutionnelle de 1867. Cette loi constitutionnelle prévoit en effet que le droit pénal relève exclusivement de la compétence du Parlement fédéral du Canada.

## Le jugement
En mars 1989, alors que Morgentaler annonce l’ouverture d’une clinique d’avortement à Halifax (Nouvelle-Ecosse), le gouvernement de cette province essaie de lui faire obstacle en adoptant des dispositions interdisant de pratiquer un avortement ailleurs que dans un hôpital agréé ainsi qu'un règlement excluant l'assurance‑maladie pour les avortements pratiqués ailleurs que dans les hôpitaux. Morgentaler est alors inculpé, mais le juge conclut que les textes échappent à la compétence législative de la province parce qu'ils ressortent, de par leur caractère véritable, au droit criminel. La Section d'appel de la Cour suprême de la Nouvelle‑Écosse confirme l’acquittement en 1991.
La Cour suprême du Canada est saisie en 1993 (R. c. Morgentaler, [1993] 3 R.C.S. 463). Cette Cour confirme les décisions précédentes, le pourvoi est rejeté le 30 septembre 1993 et Morgentaler acquitté.
Le Docteur Henry Morgentaler décède le 29 mai 2013 à l’âge de 90 ans.
Si l’avortement n’est plus considéré comme un acte criminel au Canada, plusieurs provinces ont pris des mesures pour en restreindre l’accès, sans que la loi criminelle ne soit impliquée,.

## Inconstitutionnalité de lois provinciales ayant un objet déguisé de droit criminel
La règle établissant qu'une loi provinciale ne peut pas avoir un objet pénal déguisé provient du partage des compétences (articles 91 et 92 de la Loi constitutionnelle de 1867). Dans la jurisprudence, elle est établie par l'arrêt Morgentaler de 1993.

### Interprétation restrictive de cette règle
Dans une contestation judiciaire fondée sur la théorie de l'objet pénal déguisé, les tribunaux vont souvent interpréter la compétence pénale fédérale de manière restrictive pour ne pas inutilement déclarer inconstitutionnelles des lois provinciales. Par exemple, dans l'arrêt Hak de 2021, le tribunal affirme que même si la Loi sur la laïcité de l'État comporte la sanction potentielle du refus d'embauche ou de la perte d'emploi d'une personne qui refuse de retirer son vêtement religieux, cela n'est pas une peine ou une amende en droit criminel. Car bien que le Code criminel puisse contenir des sanctions qui ne sont ni des peines ni des amendes, le respect du stare decisis implique de suivre la jurisprudence antérieure qui exige l'existence d'une peine ou d'une amende pour qu'il y ait un objet pénal déguisé. 
D'autre part, les provinces ont une compétence pénale réglementaire provinciale au sens de l'arrêt R. c. Sault Ste-Marie (infractions de responsabilité stricte et infractions de responsabilité absolue). Si une province est dans les limites de sa compétence pénale réglementaire, ce n'est pas une violation de la règle.

## Sources
1. ↑   « R. v. Morgentaler, [1993] 3 SCR 463 », Recueil des Arrêts de la Cour suprême, no 74,‎ 1993
2. ↑  « R. c. Morgentaler - Décisions de la CSC (Lexum) », sur scc-csc.lexum.com (consulté le 2 avril 2018)
3. ↑  Michael Hartney, « L'arrêt Morgentaler et l'article 7 de la Charte canadienne des droits et libertés », Les Cahiers de droit, vol. 29, no 3,‎ 1988 (ISSN 0007-974X et 1918-8218, DOI 10.7202/042908ar, lire en ligne, consulté le 2 avril 2018)
4. ↑  « Avortement: le Dr Henry Morgentaler laisse un héritage contesté - L'Express », sur l-express.ca (consulté le 2 avril 2018)
5. ↑   (en-US) « Historic ruling in Morgentaler abortion case left a controversial 'legislative void' », National Post,‎ 29 mai 2013 (lire en ligne, consulté le 2 avril 2018)
6. ↑  « Abortion in Canada: Twenty Years After R. v. Morgentaler/prb0822 », sur www.parl.gc.ca (consulté le 2 avril 2018)
7. ↑  Leclair J. et al. (2009). Canadian Constitutional Law, 4e édition, Emond Montgomery Publications, Toronto, 1304 pp.
8. ↑  Hak c. Procureure générale du Québec, 2019 QCCA 2145
9. ↑  	[1978] 2 RCS 1299

- (en) Cet article est partiellement ou en totalité issu de l’article de Wikipédia en anglais intitulé « R. v. Morgentaler (1993) » (voir la liste des auteurs).